# Korea Północna na Mistrzostwach Świata w Lekkoatletyce 2013
Reprezentacja Korei Północnej na Mistrzostwach Świata w Lekkoatletyce 2013 liczyła 4 zawodniczki.

## Występy reprezentantów Korei Północnej
| Konkurencja    | Zawodnik      | Runda 1  | Runda 1 | Półfinał | Półfinał | Finał    | Finał   |
| Konkurencja    | Zawodnik      | Rezultat | Pozycja | Rezultat | Pozycja  | Rezultat | Pozycja |
| -------------- | ------------- | -------- | ------- | -------- | -------- | -------- | ------- |
| Maraton kobiet | Kim Hye-song  | —        | —       | —        | —        | 2:38:28  | 14.     |
| Maraton kobiet | Kim Hye-gyong | —        | —       | —        | —        | 2:35:49  | 8.      |
| Maraton kobiet | Kim Mi-gyong  | —        | —       | —        | —        | DNF      | DNF     |
| Maraton kobiet | Sin Yong-sun  | —        | —       | —        | —        | 2:39:22  | 17.     |